# Шампиньон Мёллера
Шампиньо́н Мёллера (лат. Agaricus moelleri) — гриб из рода Шампиньон (Agaricus) семейства Шампиньоновые (Agaricaceae).
Научные синонимы:
- Psalliota meleagris Jul. Schäff., 1925 basionym
- Agaricus meleagris (Jul. Schäff.) Pilát, 1951
- Agaricus placomyces var. meleagris (Jul. Schäff.) R. Pascual, 1987  и др.

Русские синонимы:
- Шампиньон пёстрый

## Описание
Шляпка диаметром 5—14 см, выпуклая или плоская, кожица белая, покрыта тёмными чешуйками от серо-коричневого до сажистого цвета.
Мякоть белая, на срезе быстро коричневеет, с неприятным запахом.
Ножка длиной 6—10 и диаметром 1—1,5 см, белая, с возрастом становится жёлтой, затем коричневой. Основание вздутое до 2,5 см, мякоть в нём желтеющая.
Пластинки свободные, частые, розоватые, при созревании становятся шоколадно-коричневыми.
Остатки покрывал: кольцо на ножке с нижней стороны чешуйчатое.
Споровый порошок шоколадно-коричневого цвета, споры 5,5×3,5 мкм, широкоэллипсовидные.

## Экологияи распространение
Встречается в лесистых местностях, парках, на плодородной, чаще щелочной почве, плодоносит группами или кольцами на плодородной почве. Распространён в северной умеренной зоне, встречается относительно редко, местами.
Сезон: конец лета — осень.

## Сходные виды
Слабо ядовитые шампиньоны с неприятным запахом:
- Шампиньон тёмночешуйчатый (Agaricus phaeolepidotus) с более коричневыми чешуйками, мякоть его медленно желтеет.
- Шампиньон плоскошляпковый (Agaricus placomyces) встречается в Северной Америке.

## Токсичность
Малоядовитые грибы, у многих людей вызывают различные расстройства.